# Fortunat Łosiewski
Fortunat Łosiewski (ur. 1688, miejsce urodzenia nie są znane, zm. 11 listopada 1751 w Piotrkowie) – polski duchowny, franciszkanin konwentualny.
Wiadomo, iż w 1706 wstąpił do zakonu św. Franciszka w Krakowie. Stopień bakałarza teologii otrzymał w Akademii Krakowskiej w 1731 lub 1732 r. Był kaznodzieją zwyczajnym w konwencie warszawskim (1726–1729), krakowskim (1731–1736) oraz poznańskim (1738). Równocześnie, w latach 1731–1736, z fundacji Konarskich pełnił urząd kaznodziei katedralnego na Wawelu.

## Zbiory kazań[1]
- Powtórna męka Chrystusa Jezusa w Najświętszym Sakramencie w kościele świętego Jana Chrzciciela przesławnej kolegiaty warszawskiej na czwartki postu wielkiego (1729)
- Rozmysł na zmysł to jest Kazania o piąci zmysłach ludzkich (1735)
- Memoryjał kaznodziejski rzeczy ostatecznych wszystkim prawowiernym podany, a raczej Kazania adwentowe o śmierci, sądzie Pańskim, o piekle i niebie (1736)